# Tre sange for en mellemstemme til tekster af Nils Collett Vogt
Tre sange for en mellemstemme til tekster af Nils Collett Vogt is een compositie van Eyvind Alnæs. Deze drie liederen voor een “middenstem” zijn toonzettingen van gedichten van Nils Collett Vogt. Wat de Noorse componist exact bedoelde met middenstem is niet duidelijk. Alnæs gebruikte al eerder teksten van Nils Collett Vogt.
De drie liederen zijn:
1. Sjöfügl
2. Alt var dig
3. Vise

Van lied 2 Alt var dig is een uitvoering bekend op 1 oktober 1908. Signe Winderen (zangeres, 1882-1949) en Dagmar Walle-Hansen (piano, 1871-1954) voerden het toen uit in Oslo.  